# Font de Juturna
La font de Juturna (en llatí: Lacus Iuturnae) és una font de Roma construïda al Fòrum. S'associa a un altar dedicat a la nimfa Juturna. El nom Lacus Iuturnae es refereix tant a la font com a l'altar que n'és a prop.

## Ubicació
La font és al costat sud del Fòrum Romà, al peu del Palatí[1], entre el temple de Càstor i Pòl·lux i el de Vesta.

## Funció
Abans que es construïra el primer aqüeducte, la font de Juturna era una de les més antigues i importants de Roma. Es deia que la seua aigua tenia propietats curatives. Els més vells i malalts venien a dipositar ofrenes al voltant de la font per assegurar-se la benedicció de Juturna per remeiar la seua malaltia.

## Història

### Antiguitat

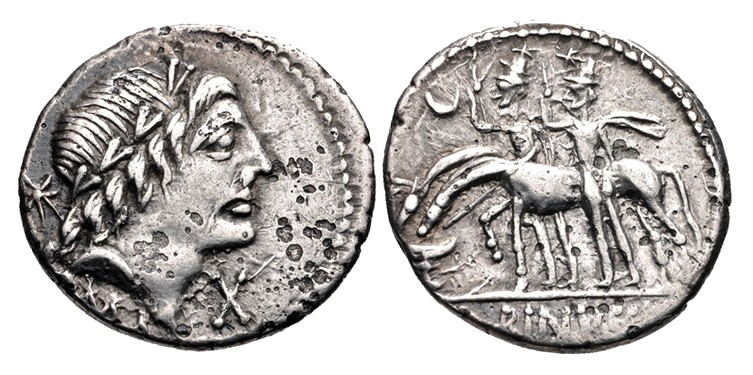
Denari encunyat cap a l'any 96 ae per un membre de la Gens Postúmia. Al revers, els Dioscurs estan junts mentre els cavalls s'abeuren a la font

Segons la llegenda, l'altar marcava el lloc on, l'any 495 ae, els bessons Càstor i Pòl·lux feren un descans perquè els seus cavalls s'abeuren en passar per Roma per anunciar la victòria romana en la batalla del Llac Regillus. Se'n construí a prop un temple dedicat als Dioscurs, el temple de Càstor i Pòl·lux.[1] Sempre segons la llegenda, la divinitat mateixa hauria aparegut sobre la font després de la victòria dels romans a Pidna al 168 ae.
Al llarg del s. II ae, durant la censura d'Emili Paulus, la deu es transformà en font[2] i l'ornaren amb un grup que representava els Dioscurs i els cavalls[3]. Al 117 ae, la font fou reconstruïda per Luci Cecili Metel.[5]
La font s'incendià l'any 14 i Tiberi la restaurà.[5] Durant l'Imperi, quan una altra font s'assecà, les vestals utilitzaren la font de Juturna per proveir-se per a les seues cerimònies religioses. La font fou modificada durant el s. IV per fer lloc a la statio aquarum.
Durant l'edat mitjana, la font s'usava cada dia, i molts pelegrins hi continuaven anant per beneficiar-se de les seues suposades virtuts curatives.

### Les excavacions arqueològiques
La part sud del Fòrum s'obrí des de l'any 1900 i els vestigis de la font es desenterraren, datats en la major part de l'Imperi, però amb parts més antigues que es remunten a la República[6].

## Descripció

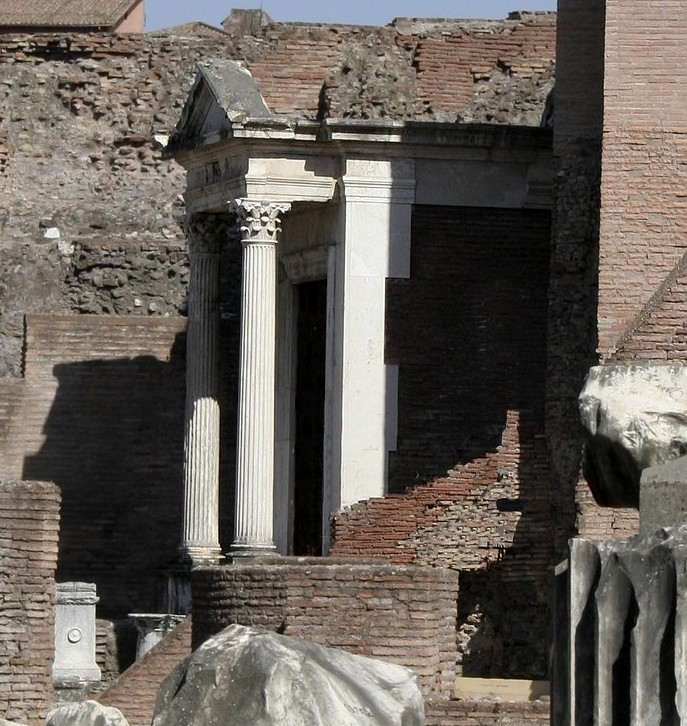
Edicle de Juturna amb el pou i l'altar que són visibles entre dos murs de rajola

### La font
La font conté una piscina quasi quadrada de 5,13 m de llarg per 5,04 m d'ample i 2,12 m de profunditat, pavimentada amb lloses de marbre. Al mig n'hi ha un altar rectangular de 1,78 m d'alçada, amb una base de 3 m de llarg per 2 m d'amplària. Devia sostenir estàtues de marbre dels Dioscurs acompanyats pels seus cavalls.[7][8]

### L'altar i l'edicle
A la rodalia hi ha un altar amb les representacions dels Dioscuros i d'Hel·lena amb Júpiter a un costat i Leda a l'altre, col·locades en època d'Adrià.
A uns 4 m al sud de la piscina hi ha un edicle compost per una cel·la que albergava una estàtua de Juturna i d'una petita prónaos de dues columnes. Davant es troba un altar que conté un relleu de Juturna i el seu germà Turnus. Entre els dos es construí un pou circular amb una inscripció que recorda que el santuari fou restaurat per Marc Barbati Polió,[9], edil de la segona meitat del s. I ae.